# 纳森斯大学
国家大学（NationsUniversity） ，是位於路易斯安那州新奧爾良市的一所私立基督教大學。該大學只提供遠程教育，專註於世界各地基督教領袖的信仰發展和培訓。国家大学的創始教師和許多教職員工都隸屬於基督的教會 (Churches of Christ)，但国家大学本身是一所非宗派的在線基督教大學。該大學提供證書、宗教研究學士學位、神學研究碩士學位和神学碩士(M .Div.) 學位。

## 历史
国家大学由理查德艾迪、麥肯林恩 和 達雷爾達雷爾 于 1996 年成立。艾迪和林恩是大学同学。艾迪的职业生涯是在教堂工作，林恩則在高等教育机构担任过教师和行政人员。 他們原先的计划是召集志愿者周游世界，举办宗教研究课程和研讨会。随着时间的推移，现在大约有 200 名志愿者被征召提供帮助。組織的团体活动越來越多的同時，也產生了对宗教学位课程的需求。该组织于 1996 年 7 月 19 日在路易斯安那州正式注册成立为NationsUniversity大学。

## 学術
国家大学現提供三种不同的学位课程和三种证书课程，包括：
- 圣经研究证书
- 基督教事工证书
- 圣经研究深造证书
- 宗教学学士
- 神学研究硕士
- 道学硕士

截至 2019 年 12 月 1 日，国家大学的學生遍佈在 100 个国家和美国 40 个州，活跃學生人数为 1482 人 。在总招生人数中，328 人就讀圣经研究证书，228 人就讀宗教研究学士，80 人就讀硕士神学研究，以及 47 位就讀神学硕士。其余的人尚未正式进入特定的学习计划 ，截至 2018 年 12 月 31 日，該大學自 1996 年成立以来已授予 1,369 个学位

### 學術认证
该大學受远程教育认证委员会(DEAC) 的认证。 自 2019 年以来，该机构一直是福音派财务责任委员会的成员。 

## 學費
受惠於基督徒的慷慨捐助，所有學生皆可免費修讀首四分之一學期。為促進世界各地的基督教神學教育及培養基督教領袖，學校公佈了35個最富裕國家的名單（以GDP-PPI計算），若學生居住於清單所列明以外的任何地區，則可完全免費修讀該校所有學位課程，但仍需自行負責$25美元的申請費，以及申請時寄送學術證明過程中可能產生的費用。因為其特別的學費政策，該校培養了大量發展中國家的教會事工及傳道人，以及無力負擔傳統神學院學費的學生。此外，該校亦服務在囚者，讓在囚人士可以免費接受教育。